# Tsararano (Marovoay)
Tsararano è una città e comune del Madagascar situata nel distretto di Marovoay, regione di Boeny. 
La popolazione del comune rilevata nel censimento 2001 era pari a 10 882 unità.